# Sefardyjczycy

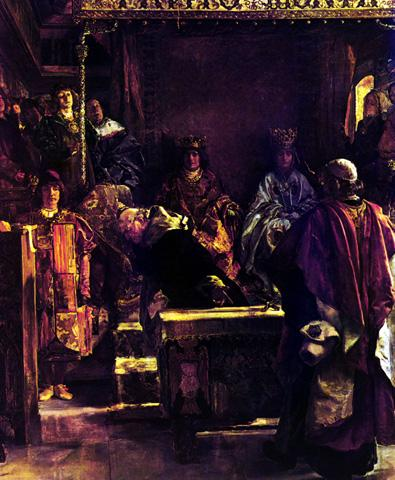
Wygnanie sefardyjczyków Emilio Sala

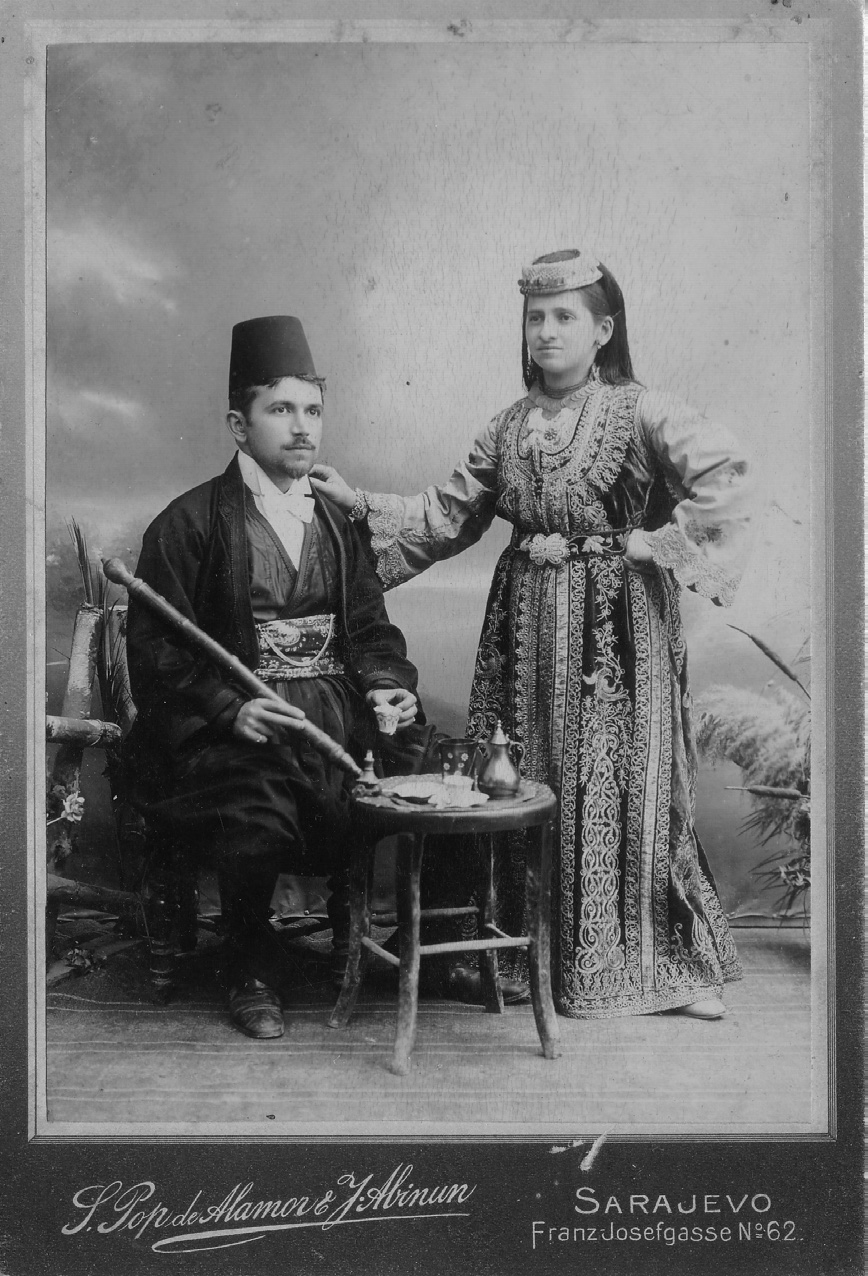
Para sefardyjczyków z Sarajewa w tradycyjnych strojach na zdjęciu z 1900 roku

Sefardyjczycy (także: Spaniolowie, Żydzi sefardyjscy; hebr. ‏יהדות ספרד‎, trl. jahaˈdut s'farad) – określenie ludności żydowskiej pierwotnie zamieszkującej obszar Półwyspu Iberyjskiego.
W 1492 roku sefardyjczycy zostali wygnani z Hiszpanii na mocy edyktu alhambryjskiego, zaś w 1497 roku miało miejsce ich wygnanie z Portugalii z inicjatywy króla Manuela I Szczęśliwego (około 280 tysięcy osób – 20% populacji kraju). Wskutek tego rozproszyli się po różnych częściach świata, głównie po Europie. Znaleźli schronienie w Afryce Północnej, Włoszech i Imperium Osmańskim (głównym ich skupiskiem w tym państwie stały się Saloniki), aczkolwiek osiedlili się też na Bałkanach (głównie w Serbii i Bułgarii) oraz na Bliskim Wschodzie – w Syrii i Palestynie, zaś wiele lat później w Holandii, Anglii, Niemczech, Francji, a także w Ameryce Północnej. Grupa sefardyjczyków w okresie od XIV do XVI wieku dotarła także do Polski, gdzie osiedliła się głównie w Zamościu, Krakowie i Lwowie. Niektórzy z sefardyjczyków, aby uniknąć prześladowań w Hiszpanii i Portugalii, przeszli na katolicyzm – określano ich mianem marranów. Sefardyjczykami nazywa się też Żydów, którzy opuścili Półwysep Iberyjski w późniejszych wiekach, oraz ich potomków. Obecnie za Sefardyjczyków uznaje się też czasem wszystkich praktykujących sefardyjski obrządek judaistyczny.
Od aszkenazyjczyków sefardyjczycy różnią się językiem (posługują się ladino, wywodzącym się ze średniowiecznego dialektu hiszpańskiego; aszkenazyjczycy używają jidysz), stosunkiem do kabały i filozofii oraz stylem modlitwy. Od 1510 roku powstałą w języku sefardyjczyków literaturę zapisywano alfabetem hebrajskim.
Sefardyjczycy mają obecnie odrębnego naczelnego rabina w Izraelu. W państwie tym aktualnie stanowią 55% ludności żydowskiej i obok aszkenazyjczyków są główną podgrupą izraelskiej społeczności żydowskiej. Często do sefardyjczyków zalicza się także Żydów wschodnich (mizrachijczyków), którzy wyznają judaizm w sefardyjskiej tradycji prawno-liturgicznej.

## Kwestie prawne

### Hiszpania
W Hiszpanii w 1869 roku zagwarantowano niekatolikom, w tym pozostałym w kraju Żydom, pierwsze prawa do wolności kultu. Pod koniec XIX wieku wielu rosyjskich i marokańskich Żydów przyjechało do Hiszpanii, co w 1909 roku doprowadziło do zniesienia zakazu budowania synagog. W 1924 roku rząd Hiszpanii ogłosił, że każda osoba, która posiada pochodzenie sefardyjskie, może starać się o obywatelstwo hiszpańskie (rząd chciał w ten sposób przyciągnąć Żydów zwłaszcza z terenów Imperium Osmańskiego). Na początku niewiele osób odpowiedziało na to zaproszenie, ale od 1933 roku około 3000 Żydów z Europy Środkowej znalazło schronienie w Hiszpanii. Większość jednak opuściła kraj podczas wojny domowej w latach 1936–1939. Nieliczni, którzy zdecydowali się na pozostanie w kraju, walczyli przeciwko Francisco Franco.
W czasie II wojny światowej wielu Żydów z Europy Środkowej mogło znaleźć tymczasowe schronienie w Hiszpanii, mimo braku wolności religijnej i niemożliwości prowadzenia działalności religijnej. Fakt ten doprowadził do powstania legendy, wspomaganej propagandą zwłaszcza po 1945 roku, według której Franco ocalił przed zagładą tysiące Żydów. W świetle najnowszych badań wersja ta jest oceniana jako nieprawdziwa i oparta na strategii obranej przez Franco: przeczuwając klęskę Adolfa Hitlera, nie chciał, by alianci kojarzyli go z przywódcą III Rzeszy. Jednocześnie jednak Franco nakazał sporządzić spis mieszkających w Hiszpanii Żydów, który dostarczony został Heinrichowi Himmlerowi.
W 2015 roku rząd Hiszpanii umożliwił potomkom Żydów odzyskanie obywatelstwa. W ciągu dwóch lat uzyskało obywatelstwo jedynie 5 tysięcy spośród szacowanych około 2 milionów osób zamieszkałych w blisko 100 krajach (przy czym dawne tradycje kultywowało ćwierć miliona). Jako powody niskiego zainteresowania wskazywano konieczność zdawania egzaminu ze współczesnego języka hiszpańskiego i osobistego stawiennictwa u hiszpańskiego notariusza.

### Portugalia
W 2015 rząd portugalski zatwierdził przepisy przyznające obywatelstwo tego kraju potomkom wygnanych w XV wieku Żydów sefardyjskich, uzasadniając to potrzebą sprawiedliwości dziejowej i symbolicznym sprzeciwem wobec narastającego w Europie antysemityzmu.

## Wspólne korzenie
Kwestia tego, czy sefardyjczycy są genetycznie spokrewnieni z innymi wspólnotami żydowskimi, jest sporna. Część naukowców twierdzi, że pomimo wyznawania religii judaistycznej sefardyjczycy są potomkami Arabów, Berberów i Europejczyków, którzy zamieszkiwali tereny Afryki Północnej i przyjęli judaizm przed XII wiekiem n.e. Etnicznie nie mają być powiązani z Żydami zamieszkującymi tereny dzisiejszego Izraela w czasach biblijnych. Badania w tym zakresie zostały opisane przez izraelskich historyków Shlomo Sanda oraz Paula Wexlera. Teza wspólnych korzeni sefardyjczyków i aszkenazyjczyków jest jednak wspierana przez innych naukowców, jak Harry Ostrer i Karl Skorecki.